# Metrosideros ochrantha
Metrosideros ochrantha är en myrtenväxtart som beskrevs av Albert Charles Smith. Metrosideros ochrantha ingår i släktet Metrosideros och familjen myrtenväxter. IUCN kategoriserar arten globalt som sårbar. Inga underarter finns listade i Catalogue of Life.